# Chevignon
Chevignon es una marca francesa de ropa.

## Historia
La marca es conocida desde 1957, aunque fue fundada por Guy Azoulay en 1979. Azoulay llegó a Francia desde Argelia a los 4 años. Fundó la empresa con el objetivo de producir y comercializar prendas de vestir de calidad en las décadas de 1940 y 1950. Toma su nombre del piloto Charles Chevignon, quien en ese entonces reflejaba un estilo vintage americano. Las clásicas chaquetas de cuero son una de sus prendas más representativas. Para mediados de los años 1950, esta prenda de vestir fue tendencia.
Chevignon fue comprada en 1995 por la marca francesa Naf Naf, aunque esta fue adquirida en 2007 por Vivarte. Opera a nivel internacional.